# چاه (فیلم ۲۰۱۸)
چاه (به انگلیسی: Deep Well) فیلمی به کارگردانی ژانابک ژتیروف محصول سال ۲۰۱۸ است.

## داستان
انسپ، حفار چاه، تصمیم می‌گیرد هزینه کارش در حفر چاه را افزایش دهد و ثروتمند شود. غرور و تکبر روح او را تسخیر کرده و اکنون تنها از مشتریان ثروتمند و نجیب‌زادگان سفارش کار می‌پذیرد. در همین زمان، شخصی به نام کاراکالپاک همراه با خانواده خود از خوارزم به روستای آن‌ها نقل مکان می‌کند. کاراکالپاک عمیق‌ترین چاه ممکن را در ازای پول بسیار کمی حفر می‌کند. کم‌کم آوازه او سراسر آن ناحیه را در بر می‌گیرد و تمام مشتریان انسپ را رها کرده و برای سفارش کار به او مراجعه می‌کنند. انسپ به دنبال یافتن راهی است تا بتواند یک چاه عمیق‌تر از چاه کاراکالپاک حفر کند و نام خود را مجدداً بر سر زبان‌ها بیندازد. ایده اصلی فیلم این است که اگر بشر حد و حدود خود را بشکند، طبیعت از او انتقام خواهد گرفت.

## جشنواره جهانی فیلم فجر
این فیلم در بخش جلوه‌گاه شرق سی و هفتمین جشنواره جهانی فیلم فجر حضور داشت. این جشنواره از ۲۹ فروردین تا ۶ اردیبهشت ۱۳۹۸ در شهر تهران برگزار شد.